# Heteropterys orinocensis
Heteropterys orinocensis är en tvåhjärtbladig växtart som först beskrevs av Carl Sigismund Kunth, och fick sitt nu gällande namn av Adrien Henri Laurent de Jussieu. Heteropterys orinocensis ingår i släktet Heteropterys och familjen Malpighiaceae. Inga underarter finns listade i Catalogue of Life.